# George Matei Cantacuzino
George Matei Cantacuzino (n. 23 mai 1899, Viena, Austro-Ungaria – d. 1 noiembrie 1960, Iași, România) a fost un arhitect, pictor și scriitor român, un reprezentant al modernismului moderat și cel mai prolific teoretician al arhitecturii din România.

## Biografie
- se naște la Viena la 23 mai 1899, din familia renumita nobiliară Cantacuzino, ca fiu al lui Nicolae Barbu Cantacuzino, diplomat de carieră, și al Marcelei Bibescu, nepoată a domnitorului Gheorghe Bibescu.
- urmează școala elementară la Montreux în Elveția între anii 1909-1914.
- 1916 - susține bacalaureatul la Colegiul Sfântul Sava din București.
- 1917-1918 - participă la Primul Război Mondial ca voluntar.
- 1920-1929 - studiază arhitectura la École des  Beaux Arts la Paris.
- 1923 - își deschide un birou de arhitectură la București.
- 1931-1937 - este deputat în parlamentul României, ca reprezentant al tinerilor liberali conduși de George Brătianu (așa numiții "georgiști").
- 1939 - fondează împreună cu Matila Ghyka, Paul Emil Miclescu și Octav Doicescu revista Simetria.  Caiete de artă și critică.
- 1942-1948 -profesor universitar
- 1947 - revista Simetria este interzisă.
- 1948 - arestat la 1 mai și  condamnat la cinci ani de închisoare, pe care o execută la Jilava, Aiud.
- 1953 - eliberat  la 29 iulie 1953 și încarcerat din nou, la sinistrul canal Dunăre-Marea Neagră.
- 1954-1960 - lucrează pe linia monumentelor istorice, legal la București și după licențiere (concediere)  tolerat la Iași  la Mitropolia Moldovei.
- 1960 - se stinge din viață la Iași la 1 noiembrie 1960, după ce a suferit un accident [7]. Este înmormântat la cimitirul Eternitatea din Iași.

Copilărește la Viena primii zece ani din viață, după care vine în România.  Urmează cursurile liceului umanist din Montreux, dar obține diploma de bacalaureat la colegiul Sf. Sava din București la 1916. Participă ca voluntar la marele război,în luptele de la Mărășești și Soveja.  Urmează ca și alți români cursurile de arhitectură la École des  Beaux Arts la Paris, și în final va obține diploma de arhitect. Leagă prietenii cu oameni de cultură, atât din țară cât și din Franța. Amintim pe Simon Bayer, poetul Ion Barbu, Lucien Fabre, Paul Morand, George Michaux, Matila C. Ghyka, Theodor Pallady,  Anton Bibescu, Marta Bibescu, Tudor Vianu, Mihail Sebastian, Constantin Brâncuși, Horia Teodoru, Alexandru Rosetti, Catul Bogdan, Gheorghe Brătianu, Ion Jalea, ș.a.
Se căsătorește cu Sanda Știrbei și va avea doi copii, Serban și Marie-Lyse, deveniți prin forța istoriei cetățeni englezi. 
Participă ca deputat la viața politică, este împotriva exceselor Gărziii de Fier, își va trimite în jurul anului 1940 soția, Sanda Știrbei cu cei doi copii ai lor, Șerban și Mary-Lyse în Marea Britanie.  Fiind proiectantul blocului Carlton din capitală, prăbușit la cutremurul de la 1940, este arestat  din ordinul generalului Antonescu, dar s-a dovedit că executantul construcției nu a respectat planurile arhitectului.
Încercările sale de a părăsi țara și de a se alătura familiei, îl vor duce la închisoare, ca și alți membri ai familiei Cantacuzino și ai altor familii aristocratice sau nu, a căror stare materială nu concorda cu doctrina comunistă.  
Este încadrat la  București la Direcția Monumentelor Istorice, este concediat, având origine nesănătoasă și concepții învechite, iar după cea de a doua arestare, va lucra la Mitropolia Moldovei, tolerat de autorități, dar protejat de mitropolitul Iustin Moisescu.
Pictează și desenează mult, participă la Salonul oficial, la expoziții de grup sau are expoziții personale, postbelic are o expoziție în București la Parcul Herăstrău, unde artistul plastic Theodora Maria Kițulescu trecută și ea la "munca de jos", răspundea de parc, închisă urgent de autorități după trei zile pentru că nu se situa în curentul proletcultist al vremii.
Fondează împreuna cu arh. Octav Doicescu revista Simetria, la care va avea contribuții în fiecare număr, atrăgând colaboratori de marcă, salutată cu entuziasm la apariție în Revista Fundațiilor Regale de Petru Comarnescu. 
Primește titlul de cetățean de onoare al orașului New York, ca urmare a efortului său la pavilionul românesc la Expoziția internațională din acest oraș, la 1939. 
Va fi profesor până la arestarea sa de către autoritățile comuniste la Școala de Arhitectură de la București, Academia de Arte Frumoase și la Școala Politehnică din același oraș. Până la 1944 a ținut conferințe la Radio România. 
A colaborat cu cronici plastice și eseuri de arhitectură, estetică sau de cultură în general la Revista Fundațiilor Regale, Viața Romînească, Revista Istorică Română, L'Architecture d'Aujourd'hui, Lumină și culoare, Simetria, Boabe de grâu, Contimporanul, Artă și tehnică grafică, Mișcarea.  Despre opera sa se vor  exprima G. Călinescu, Mihail Sebastian, Camil Petrescu, Perpesicius, George Oprescu, Ionel Jianu, Tudor Arghezi. L-a vizitat pe Brâncuși, atunci când drumurile lui ajungeau la Paris. 
În perioada antedecembristă, G.M: Cantacuzino era considerat ca un om de mare cultură, dar parțial reconsiderat oficial. Un volum ce reia Izvoare și popasuri și altul Pătrar de veghe, ambele la 1977, au început dar și încheiat activitatea de "reconsiderare" istorică, vor fi puține rememorări, amintim numele arhitectului Radu Patrulius. Va fi republicat după 1993, prin grija familiei sau a altor oameni de cultură. Opera sa va fi subiectul unor teze de doctorat în arhitectură sau în literatură, nu multe. Punctul culminant al cercetării operei lui G.M. Cantacuzino îl va fi reprezentat susținerea tezei de doctorat a domnului Dan Teodorovici la Facultatea de arhitectură și urbanism a Universității din Stuttgart la anul 2010, de publicarea ei în limba engleză la editura Ernst Wasmuth din Tübingen-Berlin în 2014, urmată de o expoziție itinerantă începută la Galeria Weissenhoff din Stuttgart. În anul 2016 la editura Simetria din București se traduce volumul lui Dan Teodorovici, bazat atât pe documente de arhivă, planuri, fotografii, cât și pe istoria orală, pentru a suplini hiatusurile din documentarea istorică pe de o parte și distrugerile realizărilor arhitectului G.M. Cantacuzino, datorate războiului al doilea mondial și al regimului care a urmat acestuia.   
La moartea sa, Matila Ghyka, cu care a  fost prieten și apropiat a scris un eseu de două pagini trimis familiei pe post de necrolog, scris în limba franceză, " G. M. Cantacuzino - om al renașterii în secolul al XX-lea", același nume având și manifestarea destinată să-i comemoreze opera, la Paris de "Societatea prietenilor lui George Matei Cantacuzino" în 1965.  Cunoscutul scriitor francez Paul Morand în volumul "Bucarest" scrie că tot ce știe despre arhitectură i se datorează lui George Cantacuzino.  
Facultatea de arhitectură a Universității din Iași îi poartă numele.   

## Expoziții personale
- 1931 - Sala Ileana, București
- 1932 - desene, București
- 1933 -  Muzeul Toma Stelian
- 1939 - Căminul Artei (Crețulescu)
- 1942 - Librăria italiană
- 1947 - Sala Armand
- 1956 - Sala Parcului Herăstrău (3-5 octombrie), acuarele și picturi

## Citări în enciclopedii și dicționare străine
- Adrien van Tieghem, Pierre Josserand, Dictionnaire des literatures, tome I, PUF, 1968.
- J-P. Midant, Dictionnaire de l'architecture du XXe siècle, Fernand Hazan, 1996.

## Arhitect
După planurile sale au fost construite următoarele clădiri, în stil renascentist:
- Palatul Băncii  Crissoveloni (împreună cu August Schmiedigen, București, Strada Lipscani 8;1928-1933)
- fostul sediul Uniunii Arhitecților (transformarea acestuia), mai târziu restaurantul Mărul de Aur (1925-1928)
- imobilul Crețulescu din Calea Victoriei (1934-1939)
- clădirea de birouri din Piața Universității (1934-1939)
- clădirea în care își avea sediul Institutul de Studii și Proiectări Energetice  de pe Strada Vasile Lascăr (fostă Galați) 5-7;1947-1948.

O reinterpretare contemporană a stilului tradițional românesc poate fi regăsită în următoarele construcții:
- Palatul Mogoșoaia - restaurare (1920-1930)
- vila din parcul Institutului de cercetări pentru mecanizarea agriculturii (casa Nae Ionescu, rechiziționată de mareșalul Ion Antonescu)
- monumente restaurate din nordul Moldovei (1956-1960)
- Mitropolia, Iași - restaurare (1959-1960)
- Biserica Trei Ierarhi, Iași - restaurare (1959-1960)
- Pavilionul Românesc la expoziția de la New York, la Expoziția internațională din 1939

Arhitectura modernă, având la bază principii clasice de compoziție și volumetrie, poate fi regăsită în următoarele construcții:
- hotelul Belona și vile la Eforie Nord (1934-1940)
- hotelul Rex din Mamaia (1934-1940)
- blocurile din București de pe străzile: Dionisie Lupu la intersecția cu piața Lahovary, Piața Amzei la intersecția cu strada Piața Amzei și Mendeleev (1934-1940)
- blocul Carlton (1934-1940, distrus la cutremurul din 1940)
- complexul industrial al uzinelor IAR din Brașov (1934-1940), preluate ulterior de cele ale întreprinderii Tractorul - [Uzina IAR se extinde începând cu anul 1934. În anul 1937, este prevăzută o nouă clădire centrală care reunește conducerea uzinei, birourile tehnice și administrative, o cantină modernă, un serviciu medical, băi, sala de spectacole etc., ca și locuințe pentru personal, după proiectul arhitectului Octav Doicescu (confirm, Spațiul modernității românești, 1906-1947, editura Architext, București, 2011)]
- postul de radio din Bod (1934-1940)

## Scrieri antume
- Introducere în studiul arhitecturii (Socec, 1926)
- Palais de la Banque Chrissoveloni, Bucarest, G.M. Cantacuzène, Aug. Schimiedigen, architectes, Ancienne Maison Auguste Vincent (editori Vincent, Fréal), Paris, 1929. Album cu 64 de planșe, prefață de G. Gromort și introducere de G.M. Cantacuzino.
- Palladio. Essai critique (Cartea Românească, 1928)
- Arcade, firide, lespezi (Cartea Românească, 1932)
- Izvoare și popasuri (Editura Fundațiilor Regale, 1934)
- Pătrar de veghe (Cartea Românească,1938)
- Despre o estetică a reconstrucției (Cartea Românească,1947)

## Scrieri postume
- Cantacuzino, G. M., Scrisorile către Simon, Dacia, Cluj-Napoca, 1993. Există și alte ediții.
- Tratatul Despre arhitectură al lui Vitruviu, în traducerea și îngrijirea lui G.M. Cantacuzino, Grigore Ionescu și Traian Costa, publicat la Editura Academiei R.P.R. (colecția „Scriitori greci și latini”), 1964.

## Contribuții în periodice, altele decât Simetria
1927 
- «L'Architecture roumaine», în L'Architecture, vol XL, nr. 10, Paris.

1931
- «Paul Henry: Les églises de la Moldavie du Nord des origines à la fin du XVIᵉ siècle. Architecture et peinture. Contribution à l'étude de la civilisation moldave», recenzie, în Revista Istorică Română, vol. I, nr. 4.

1933
- «Considération générales sur la genèse de l'art moldave», în Revista Istorică Română, vol. III, nr. 1.

1934
- «Tendances dans l'Architecture Roumaine», în L'Architecture d'Aujourd'hui, nr. 5.
- „Cronica plastică”, în Revista Fundațiilor regale, anul I, nr. 7.
- „Cronica plastică”, în Revista Fundațiilor regale, anul I, nr. 8.
- „Cronica plastică”, în Revista Fundațiilor regale, anul I, nr. 9.
- „Cronica plastică”, în Revista Fundațiilor regale, anul I, nr. 10.
- „George Balș”, în Revista Fundațiilor regale, anul I, nr. 11.
- „O capitală”, în Revista Fundațiilor regale, anul I, nr. 12.
- Rezumatul memoriului justificativ al Planului Director de Sistematizare a Capitalei, întocmit de Duiliu Marcu, G. M. Cantacuzino, R. Bolomey, I. Davidescu, ing. T. Rădulescu, în Bibilioteca Urbanistică, nr. 33.

1935
- „Considerațiuni asupra arhitecturii funcționale”, în Revista Fundațiilor regale, anul II, nr. 1.
- „Modernismul și arhitectura românească”, în Revista Fundațiilor regale, anul II, nr. 3.
- „Cronica plastică”, în Revista Fundațiilor regale, anul II, nr. 8.
- „Cronica plastică”, în Revista Fundațiilor regale, anul II, nr. 10.

1936
- „Impas și temă”, în Revista Fundațiilor regale, anul III, nr. 5.
- „Cronica plastică. Câteva probleme: material și formă. Tradiție și formă”, în Revista Fundațiilor regale, anul III, nr. 11.

1937 
- „Despre posibilitățile unei arhitecturi românești”, în Revista Fundațiilor regale, anul IV, nr. 1.

1939 
- „Arhitectura românească de azi”, în Viața Românească, anul XXXI, nr. 4.
- „Experiența americană”, în Revista Fundațiilor regale, anul VI, nr. 9.

1940
- „Arhitectura românească după restaurație”, în Revista Fundațiilor regale, anul VII, nr. 6.

1944
- „Cronica plastică”, în Viața românească, anul XXXVI, nr. 11.
- „Un fel de bilanț”, în Viața românească, anul XXXVI, nr. 11.
- „Expozițiile de la Căminul Artelor”, în Viața românească, anul XXXVI, nr. 12.
- „Hendryk van Loon: Istoria artelor”, recenzie, în Viața românească, anul XXXVI, nr. 12.

1945
- „Pallady – text de Ionel Jianu, Ed. Căminul Artei: Maeștrii ai pictruii contemporane”, recenzie, în Viața românească, anul XXXVII, nr. 1-2.
- „Cronica plastică: Salonul Oficial (alb și negru) Sala Dalles”, în Viața românească, anul XXXVII, nr. 1-2.
- „Expoziția Pallady, Pătrașcu, Tonitză, Șirato (Căminul Artelor)”, în Viața românească, anul XXXVII, nr. 1-2.
- „Expoziția sculptorului Medrea (Facultatea de Arhitectură)”, în Viața românească, anul XXXVII, nr. 1-2.
- „Realismul în artă și subiectul în pictură”, în Viața românească, anul XXXVII, nr. 3-4.
- „Reclădirea Teatrului Național”, în Viața românească, anul XXXVII, nr. 5-6.
- „Pictura – Câteva tablouri de Campigli la Librăria Italiană. Expoziția Ciucurencu, M. Nistor, Iser, la Căminul Artelor”, în Viața românească, anul XXXVII, nr. 5-6.
- „Cronica plastică: Expoziția de la Fundația Dalles (Marilena Pătrașcu-Riegler, Dna Diaconu), Căminul Artelor (Galeria Kretzulescu) Sculptura: Militza Petrașcu; Pictură: Bălașa Cantacuzino, Elvira Geblescu, Rodica Maniu”, în Viața românească, anul XXXVII, nr. 5-6.
- „Note de vacanță. Despre peisajul românesc”, în Viața românească, anul XXXVII, nr. 7-8-9.
- „Academia de Arte frumoase”, în Viața românească, anul XXXVII, nr. 7-8-9.
- „Cronica plastică: Expoziții. Pictură: Nutzi Acontz Hasefer; Salonul oficial: Pictură și sculptură”, în Viața românească, anul XXXVII, nr. 7-8-9.

1946
- „Cronica plastică: Pictura: Cazul Damian, Salonul tinerimii, Salonul oficial de toamnă (alb și negru)”, în Viața românească, anul XXXVIII, nr. 1.
- „Expoziția pictorilor români cari au lucrat în Franța”, în Viața românească, anul XXXVIII, nr. 1.
- „Cronica plastică: O expoziție ideologică: Maxy (sala Dalles), în Viața românească, anul XXXVIII, nr. 2.
- „Ateneul Român: Ileana Rădulescu, O. Angheluță; Căminul Artelor: Sorin Ionescu”, în Viața românească, anul XXXVIII, nr. 3.
- „Construirea operei române”, în Viața românească, anul XXXVIII, nr. 4-5.
- „Cronica plastică: Pictura”, în Viața românească, anul XXXVIII, nr. 6-7.

## Articole în revistaSimetria
În numărul I, 1939
- „Declarație” (G. M. Cantacuzino, O. Doicescu).
- „Utilul și simbolul” (G. M. Cantacuzino, O. Doicescu).
- „Arhitectura și peizajul”.
- „Spre Washington".
- „Proporția”, rubrica „Dicționar”.
- „Despre o arhitectură românească”.
- „Învățământul plastic” (propuneri pentru o nouă metodă).
- „Pictura bisericească”.
- „Comentariu la un capitol”.

În numărul  II, 1940
- „Contra mașinismului”.
- „Arta și tehnica”.
- „Armonie”, „Atena”, „Clasicism”, rubrica „Dicționar”.
- „Amateorism și urbanism”.
- „Mitocanul ca factor al civilizației românești?”.
- „Diferențialele Divine” - Lucian Blaga”.
- „Despre pictura bisericească”.

În numărul III, 1941
- „Coordonare” (G. M. Cantacuzino, O. Doicescu).
- „Catedrala din Chartres”.
- „Moldova”, „Profil”, rubrica „Dicționar”.
- „Arhitectura industrială și Hans Hertlein”.
- „Tema în artă” (semnat S.).
- „Despre influențe” (semnat S.)
- „Despre clasicism” (Titu Maiorescu, de E. Lovinescu), recenzie.
- „O carte uitată”

În numărul IV , 1942
- „Orient-Occident”
- „Atitudinea critică a lui André Gide”
- „Extrados”, „Intrados”, rubrica „Dicționar”
- „Aerofuturismul lui Marinetti explicat de Wolf von Aichelburg”
- „V. Beneș – o metodă a criticii”
- „Despre personalitatea în artă”
- „Despre întrebuințarea unor motive”,

În numărul V, 1943
- „Orașe și sate românești” (G.M. Cantacuzino, O. Doicescu)
- „Horia Creangă”.
- „Un amator de artă: Goethe”
- „Axa”, „Bizanț-bizantin”, „Coloana”, „Ordin”, „Roma”, rubrica „Dicționar”
- „Despre stilul românesc”,
- „Ce e o grădină”

În numărul VI, 1945
- „Omul și orașul” (G.M. Cantacuzino, O. Doicescu)
- „Desen”, „Formă”, „Compoziție”, rubrica „Dicționar”
- „Orient și Occident” de Anton Dumitriu”, recenzie
- „Corpul arhitecților” (G.M. Cantacuzino, O. Doicescu), note

În numărul VII, 1946
- „Valori permanente” (G.M. Cantacuzino, O. Doicescu)
- „Convențional”, „Plastica”, rubrica „Dicționar”
- „Valéry sau arhitectul”.
- „Discobolul lui Lucian Blaga”
- „Peisajul românesc și pictorii săi”

În numărul VIII, 1947
- „Artistul și prezentul” (T. Evolceanu, G.M. Cantacuzino)
- „Artistul și libertatea”
- „Progres”, „Problemă”, „Temă”, „Tehnica”, rubrica „Dicționar”
- „Cărți despre grădini”
- «Coup d'œil sur Beloeil»
- «L'Architecte dans la cité», note

## Conferințe la Societatea Română de Radio
1932
- „Ceramica la români”, 12 mai.
- „Geografia artei românești”, 2 iunie.
- „Maestrul de altădată” (despre meșterul Drăghici Valahul), 30 iunie.
- „Valea Oltului”, 16 iulie.
- „Tradiționalism și modernism”, 23 iulie.
- „Valea Prutului”, 11 august.
- „Icoane și iconostase”, 22 septembrie.
- „Fântâni, cumpene și popasuri”, 13 octombrie.
- „Hanurile”, 10 noiembrie.

1933
- „O biserică moldovenească”, 21 ianuarie.
- „Locuința românească”, 26 ianuarie.
- „Brâncoveanu sau izbânda oltenească”, 16 februarie.
- „Ștefan cel Mare sau izbânda moldovenească”, 1 aprilie.
- „Mânăstirea Văcărești”, (?) mai.
- „Orașele românești de mâine”, 10 august.
- „Orașele la mare și la Dunăre”, 24 august.
- „Morminte de lut, oale de piatră”, 14 septembrie.
- „Oale de lut, morminte de piatră”, 28 septembrie.
- „Memfis”, 12 octombrie.
- „Teba”, 16 noiembrie.
- „Cultul soarelui”, 30 noiembrie.
- „Epoca saïtă și transformarea noțiunii de personalitate”, 7 decembrie.

1934
- „Egeea”, 1 februarie.
- „De la sat la capitală”, 21 noiembrie.

1935
- „Planul de sistematizare” (însemnări), 20 mai.

1937
- „Lumina românească”, 21 ianuarie.
- „Valea Jiului”, 11 februarie.
- „Locuința românească”, 1 aprilie.
- „O biserică la țară”, 12 august.
- „Satul românesc”, 29 septembrie.

1938
- „Școala satului”, 10 martie.
- „Construirea unei ferme”, 12 mai.
- „Arhitectura religioasă și peisajul românesc”, 13 octombrie.
- „Pe drumurile Orientului”, 23 noiembrie.
- „Pavilionul național al României la Expoziția din New York”, 13 decembrie.

1939
- „Impresii din America”, 21 iulie.
- «Bucarest» (limba franceză), 24 august.
- „Afirmarea românească peste ocean”, 31 august.

1940
- „Pe marginea pădurii getice”, 21 martie.
- „Orașe eline și sate getice”, 30 mai.